# Erdődy György (1645–1713)
Gróf monyorókeréki és monoszlói Erdődy György (?, 1645. – ?, 1713. január 1./4.) magyar főnemes, 1693-tól 1704-ig tárnokmester, 1704-től haláláig országbíró.

## Élete
Erdődy Gábor és Amádé Judit fia. 1671-től tapolcsányi kapitány, 1675-től árvai közbirtokossági gondnok, 1676-tól Árva vármegye, 1686-tól Bars vármegye főispánja. 1679 és 1691 között főkamarás, 1687-től 1691-ig Sáros vármegye adminisztrátora. 1691-től 1693-ig főlovászmester, 1690-től Varasd vármegye főispánja. 1693-tól tárnokmester, 1704-től országbíró.
Kezdetben Thököly Imre pártján állt, de később elpártolt tőle, és hűséget fogadott Lotharingiai Károly és Abele Kristóf királyi biztosok előtt I. Lipót magyar királynak (1684, Pozsony). 
Első felesége Rákóczi Erzsébet (Erdődy Ádám özvegye), a második Jakusich Terézia volt. Mindkét házassága gyermektelen maradt. Halála után Jakusich Zichy Ádámhoz ment nőül.